# Nobunaga's Ambition
Nobunaga's Ambition (信長の野望, Nobunaga no Yabō, lit. "L'Ambició de Nobunaga") és una saga de videojocs d'estratègia publicats per primera vegada en 1987 pel desenvolupador de videojocs japonès Koei. Els jocs que componen aquesta sèrie han estat publicats en una varietat de consoles, tals com: NES, Game Boy, Sega Mega Drive, Super Nintendo Entertainment System, 3DO Interactive Multiplayer, Sony PlayStation 2. El títol també va ser llançat per a ordinadors personals Amiga i Macintosh amb compatibilitat MS-DOS.

## Títols en la sèrie
Per a PlayStation 2:
- Nobunaga no Yabou: Ranseiki
- Nobunaga no Yabou: Soutensoku
- Nobunaga no Yabou: Tenka Souhei (Nobunaga's Ambition: Rise to Power En els Estats Units, rellançat el 5 de febrer del 2008)
- Nobunaga no Yabou: Kakushin (Nobunaga's Ambition: Iron Triangle En els Estats Units, per a rellançar-se en el 2009)

Per a Wii:
- Nobunaga no Yabou: Kakushin (with Power Up kit) (Nobunaga's Ambition: Iron Triangle En els Estats Units, data de publicació al Japó: 2008)